# Wallhack
Wallhack, eller WH, är ett fuskprogram som gör det möjligt att se igenom väggar i FPS-spel som Counter Strike Global Offensive. Det här fusket kan användas till att vara ett steg före din fiende genom att se var fienden tänker hoppa/springa fram. Wallhack är ett vanligt fusk i Counter-Strike och Condition Zero.
Det finns olika typer av wallhack. I bland annat Multihack finns det olika sorter, ibland att det är en typ av kvadrat/punkt som syns igenom väggar känt som ESP (Extra Sensory Perception). Andra wallhack kan ibland visa var fienden är genom att väggarna är genomskinliga.
Ibland kan wallhack vara väldigt svårt att se, eftersom det ibland endast är en liten punkt kallat "pixel dot wallhack" som oftast används på LAN.